# Lonchaea pumila
Lonchaea pumila är en tvåvingeart som beskrevs av Johann Wilhelm Meigen 1838. Lonchaea pumila ingår i släktet Lonchaea och familjen stjärtflugor.
Artens utbredningsområde är Tyskland. Inga underarter finns listade i Catalogue of Life.